# Mheer
Mheer (Limburgs: Maer) is een dorp in Nederlands Zuid-Limburg, net ten noorden van de Belgische grens. Op 1 januari 2023 telde het dorp 845 inwoners.
Tot 1982 was Mheer een zelfstandige gemeente. Daarna maakte het deel uit van de toenmalige gemeente Margraten. Vanaf 1 januari 2011 is het een onderdeel van de gemeente Eijsden-Margraten.
In het wapen van voormalige gemeente Mheer staan de volgende familiewapens: 3 zilveren zwanen van 'Van Mere', gouden en blauwe verticale balken van 'Van Libeek', 9 schelpen van 'Van Imstenraedt' en de kram van 'De Loë' (de huidige bewoners van kasteel Mheer).

## Geschiedenis

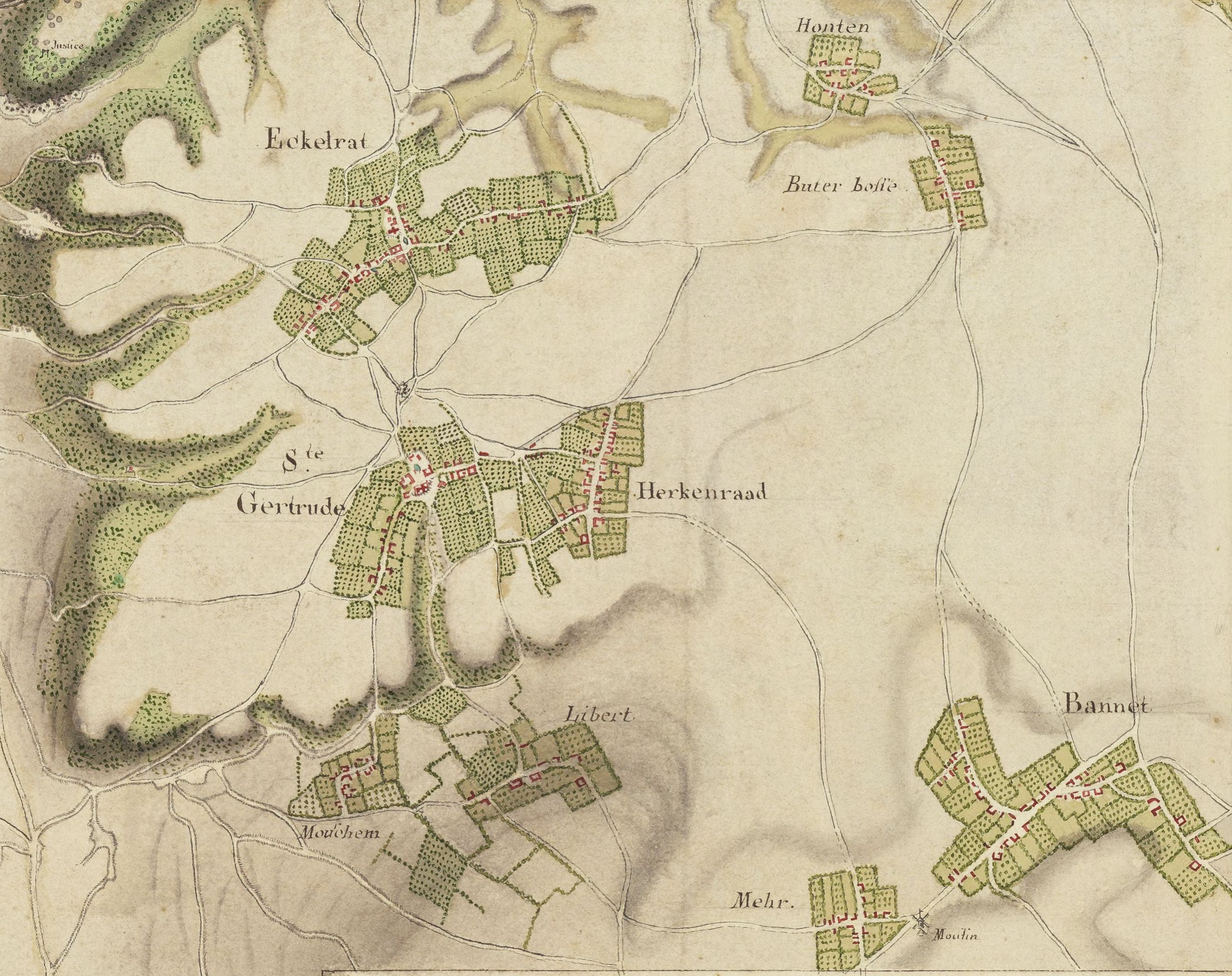
Vermelding van "Mehr" en "Bannet" op een kaart van het Beleg van Maastricht (1748).

### Ontstaan
Mheer is ontstaan op een plateau tussen twee omvangrijke droogdaluitlopers. Aan de zuidzijde gaat het plateau via een korte, relatief steile helling over in een droogdal, waarin de watergang Horstergrub met het Hoogbos is gelegen. Aan de noordzijde is de helling van het plateau langer en minder steil. Dit plateau maakt deel uit van een groter plateau: het Plateau van Margraten.
Archeologische vondsten tonen bewoning van dit gebied aan vóór onze jaartelling. Wanneer het huidige dorp Mheer precies is ontstaan, is niet duidelijk. Voor het eerst wordt melding gemaakt van dit kerkdorp in de 11e eeuw. Ontginning van het gebied geschiedde vanuit 's-Gravenvoeren.
Op de hoogste plek van de omgeving werd een kasteel gebouwd, behorend tot het Graafschap Dalhem. Er ontstonden twee dorpskernen, een ten noorden en een ten zuiden van het kasteel. In 1564 werd Mheer een zelfstandige heerlijkheid.
De parochie Mheer is ontstaan uit het moederdorp 's-Gravenvoeren. In 1628 werd een kapel gesticht, die in 1658 werd verheven tot parochiekerk: De Sint-Lambertuskerk van Mheer kreeg namelijk het recht van "het eerste en laatste sacrament" (doop en begrafenis) toegekend, hetgeen in de praktijk neerkwam op erkenning van Mheer als zelfstandige parochie.

### Bebouwing
Het dorpsgebied van Mheer bestaat feitelijk uit een noordelijke en een zuidelijke kern (respectievelijk 'Boven-' en 'Onder-Mheer') met daartussen het grondgebied van het kasteel Mheer en de parochiekerk. De kasteelplaats en de kerk nemen van oudsher een dominante positie in. De oude dorpsbebouwing heeft zich mede als gevolg van het grootgrondbezit van de kasteelheren van Mheer (ten westen en oosten van het kasteel) in het noorden geconcentreerd bij de put op de kruising van de Duivenstraat met de Rondelenstraat en de Leemstraat.
Ten zuiden van het kasteel heeft zich het andere deel van Mheer ontwikkeld, in het dal waar Stallestraat, Steegstraat en Papenweg uitlopen op de Dorpsstraat. Het noordelijk deel van het dorp, rond de Bovenste Hof, is altijd extensiever bebouwd geweest dan het zuidelijk deel, waar het Schepenhuis was gelegen.
De weg van Sint Geertruid naar Noorbeek heeft oorspronkelijk tussen kerk en kasteel gelopen op de plaats van de huidige droge gracht. Dit is onder andere op te maken uit de positie van de naastgelegen hoeven in de Duivenstraat en het feit dat de voorgangster van de huidige kerk met de ingang naar het kasteel was gericht.
Voor de agrarische en burgerbouw in het noordelijk en zuidelijk deel van Mheer vormde de ontwikkeling in de 18e eeuw de aanzet. Deze ontwikkeling, in de vorm van verdichting langs de oude straatpatronen, ging door tot in de jaren zestig van de 20e eeuw. Toen begon men met het ontwikkelen van het gebied Jonge Hagen (tegenover de kerk), met voornamelijk vrijstaande woningen.

## Bezienswaardigheden

### Beschermd dorpsgezicht
De gebieden in Mheer, waaraan de ontstaansgeschiedenis van de kern nog is af te lezen, worden in de toekomst aangewezen als beschermd dorpsgezicht. Het gaat daarbij om het kasteel- en kerkcomplex, alsmede de beide oorspronkelijke bebouwingskernen ten noorden en zuiden daarvan. Globaal het gebied vanaf het kasteel in noordelijke richting tot aan Duivenstraat 19/14 en Rondelenstraat 14 en vanaf het kasteel in zuidelijke richting tot aan Papenweg 11/4, Dorpsstraat 50a, Stallestraat 30 en Steegstraat 23.
Naast dit toekomstig beschermd dorpsgezicht telt de kern Mheer ook nog 39 rijksmonumenten en 5 panden die zijn aangewezen tot gemeentelijk monument.

### Kasteel van Mheer
Het kasteel van Mheer bestond reeds in de 14e eeuw. In 1314 werd het vermeld als 'stenen huis'. De grote ronde hoektoren is aanzienlijk ouder, met lagen in vuursteen en baksteen in visgraatverband. De adellijke familie De Loë is sinds 1668 eigenaar en bewoner van dit landgoed. Boven de poort prijkt een grote steen met het wapen van Imstenraedt-Mheer en het jaartal 1612. In de 17e eeuw werd het kasteel verbouwd en in de 20e eeuw werd het complex uitgebreid met een vleugel en werden de topgevels voorzien van trapgevels. Ook een achthoekig traptorentje werd aangebouwd.

### Sint-Lambertuskerk
De Sint-Lambertuskerk is een eenbeukige kruiskerk in neogotische stijl, ontworpen door Pierre Cuypers uit Roermond. Dit is de derde kerk op deze plaats, nadat de eerste (1626-1786) en de tweede (1786-1876) te klein waren geworden en in slechte staat verkeerden. De eerste twee stonden naar het oosten georiënteerd, het koor van de huidige kerk staat naar het westen gericht en de ingang en toren zijn aan de oostzijde. In 1658 werd Mheer een eigen parochie, inclusief Banholt en Terhorst. In 1875 werd in Banholt een eigen kerk gebouwd, maar het bleef tot 1937 een rectoraat van Mheer.

### Overige bezienswaardigheden
- De Mariakapel, ingewijd in 1950, aan de kruising van Stallestraat en Dorpsstraat.
- De Mei-den op het dorpsplein tegenover de kerk, die elk jaar door Jonkheid Sint Aloysius op de eerste zaterdag van mei gehaald en rechtgezet wordt.
- De neogotische grafkapel van de familie de Loë, ontworpen door Charles Weber.
- Veel bewaarde vakwerkhuizen en boerderijen.
- De galg van Mheer stond vroeger aan de rand van de heerlijkheid bij Bruisterbosch Het beeld "voor galg en rad" is gemaakt door Loe Wouters geboren in Mheer 1945..
- Oude waterput onder glasplaat en monument met afgietsels van voetafdrukken die de cramignon (reidans) uitbeelden (beide in 2011 onthuld in de Dorpsstraat) Bronswerk van Loe Wouters i.s.m. Van Heukelom / Verbeek (landschapsinrichters).
- Beelden:
  - Tegenover de kerk staat een naoorlogs Heilig Hartbeeld uit 1956 van Sjef Eijmael.
  - RAF-monument uit 1969 door de kunstenaar Charles Eyck. Gestolen! Replica diefstalbestendig van de hand van Loe Wouters. Voor de basisschool aan de Burgemeester Beckersweg.
  - Stenen beeld genaamd 'jonge boerin' (1983, eveneens van Eijmael) in de Duivenstraat. Plaatselijk bekend als vruwke sjtaen (vrouwtje steen).
  - Koperen beeldwerk van muzikantengroep (uit 2012), vervanging van gestolen koperen klarinettist (uit 1997) van Teun Rozenburg, naast de ingang van de kerk van Loe Wouters.
  - In het portaal van de kerk een schilderij van "de moeder van altijd durende bijstand". Een olieverfwerk van Leo Wouters, vader van Loe Wouters in opdracht
  - van Pastoor Frans Schleiden (dialectschrijver).

## Natuur en landschap
Mheer ligt op het Plateau van Margraten, op een hoogte van ongeveer 150 meter. Ongeveer de helft van het dorp ligt in het droogdal de Horstergrub. In de omgeving van Mheer liggen hellingbos, zoals het Hoogbos en, in België, het Altembroek. Verder zijn er enkele holle wegen.

## Evenementen
Door het jaar zijn er terugkerende evenementen.
- Januari: Op de zondag het dichtst bij 20 januari is de Sint Sebastianuskermis, waar schutterij, harmonie en zangkoor aan deelnemen. Verder zijn er verschillende carnavalszittingen.
- Februari: Tijdens de drie dagen van carnaval, en op de dagen vooraf, organiseert de carnavalsvereniging tal van activiteiten. Op de zondag erna is het Voonk, Voonk, Fakkele, waarbij kinderen langs de deuren gaan voor snoep of geld.
- April: Het zangkoor organiseert het Passieconcert in de dagen voor Pasen.
- Mei: De Jonkheid haalt op de eerste zaterdag van mei de Mei-Den, met een twintigtal trekpaarden, uit het Bovenste Bos bij Epen. Op Hemelvaartsdag is het vogelschieten van de schutterij.
- Juni: Een week na Pinksteren is de voorjaarskermis, ofwel de Broonk.
- September: Op de derde zondag van september is de Sint Lambertuskermis, waaraan schutterij, harmonie en zangkoor deelnemen.
- November: Op de eerste zaterdag van november is op en rond het kasteel de Slipjacht voor jachtvereniging Soestdijk.
- December: In de dagen voor Kerstmis was voorheen het Kerstconcert van het zangkoor. Sinds 2015 is dit vervangen door een ludieke kerstwandeling genaamd "Oonderweeg nao Keersjmes". Tussen kerst en nieuwjaar organiseert de Jonkheid een dropping. Het kerstmarktcomité organiseert al sedert 1995 begin december een kunst- en kerstmarkt in gebouwen van en op het plein van Kasteel Mheer.

Een andere traditie die typisch is voor Mheer, is het Huule. Wanneer een weduwe of weduwnaar opnieuw trouwplannen heeft, gaat de Jonkheid lawaai maken voor hun huis. Pas als men ingaat op de eis (meestal enkele tonnen bier), wordt het Huule gestaakt en wordt het 'huulbier' opgemaakt. Deze activiteit vindt niet zo vaak plaats. De laatste edities waren in 1963, 1987 en 2012.

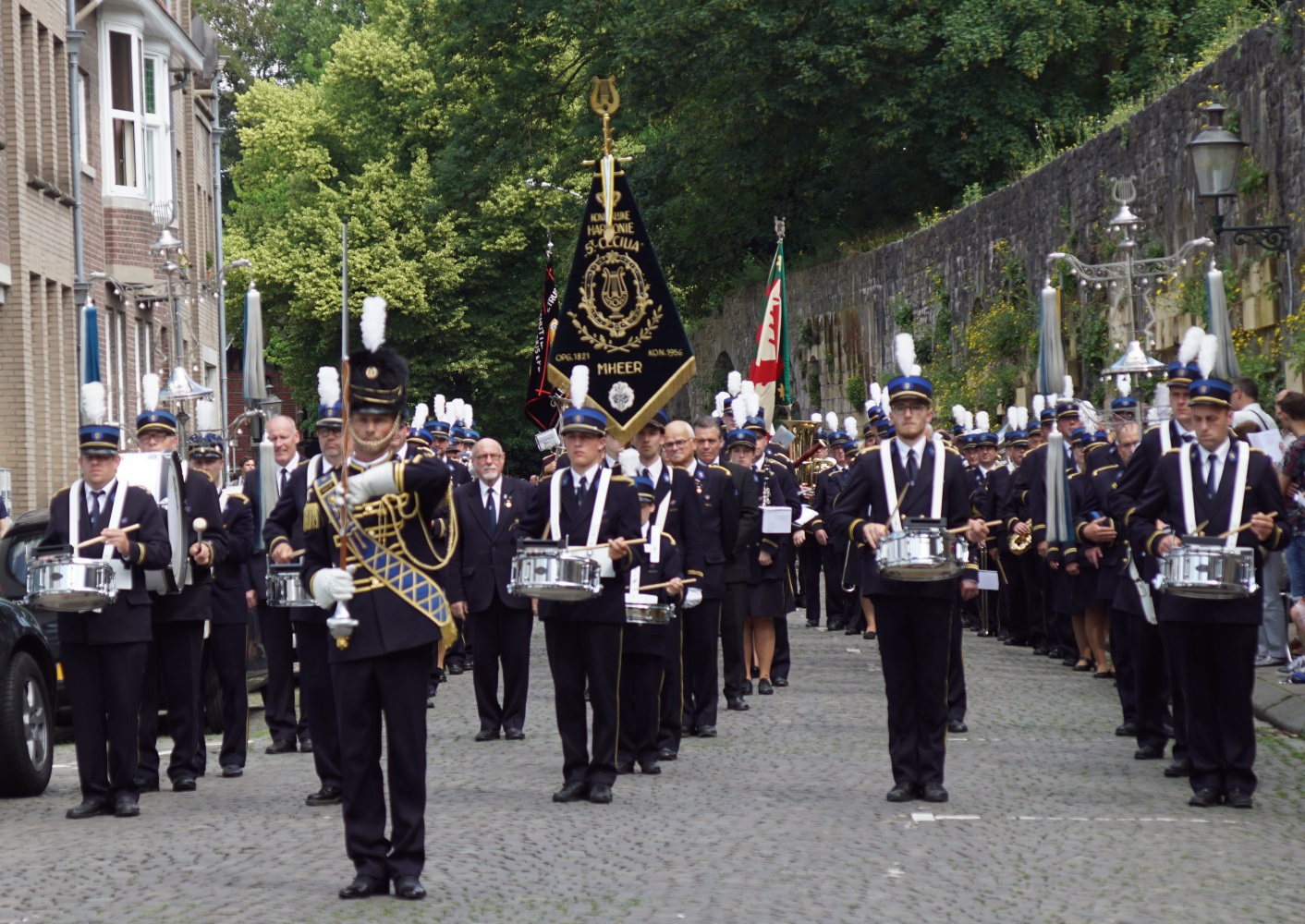
De Koninklijke Harmonie St Cecilia in de Heiligdomsvaart van Maastricht in 2018.

## Verenigingen
- sinds 1567: schutterij Sint Sebastianus
- sinds 1690: jonkheid Sint Aloysius
- sinds 1821: harmonie Sint Cecilia
- sinds 1852: zangkoor Sint Gregorius
- sinds 1952: voetbalvereniging Mheerder Boys (voorheen R.K.M.F.C.); vanaf 1 juli 2009 genaamd BMR, na fusie met Banholtia en Reymerstokse Boys
- sinds 1952: carnavalsvereniging De Sjravelerre
- sinds 1959: ZijActief (voorheen Boerinnenbond en L.V.B.)
- sinds 1978: blaaskapel "de Bergweider Musikanten" (voorheen ook "de Bölkes")
- sinds 1982: parochieblad "D'r Klabatter"
- sinds 1983: tennisvereniging De Gelimmet
- kerkbestuur van parochie Sint Lambertus
- jeugdvereniging JeVeMhBa
- heemkundevereniging
- seniorenvereniging
- biljartclub
- dansgroep JUMP

## Trivia

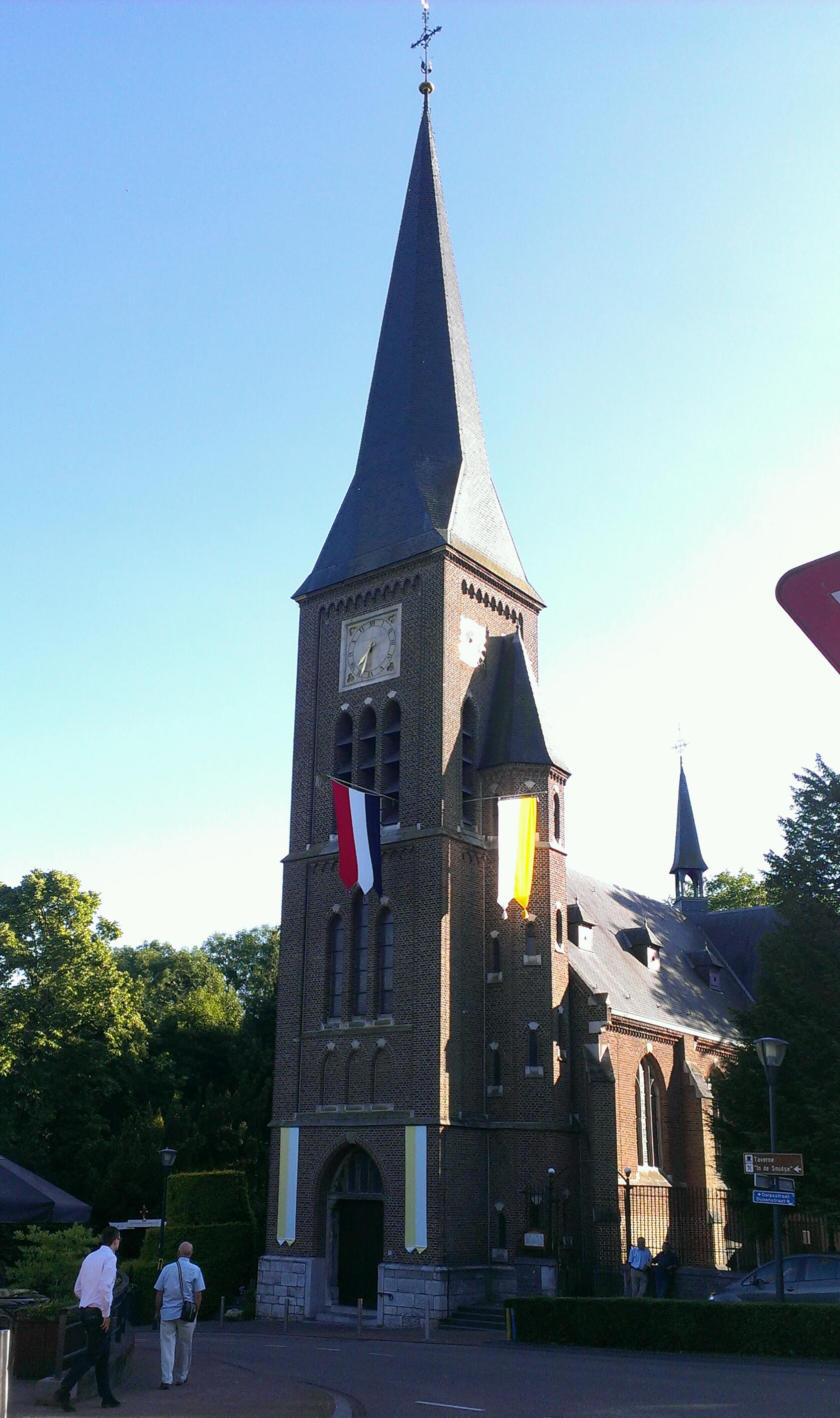
Sint Lambertuskerk door Pierre Cuypers
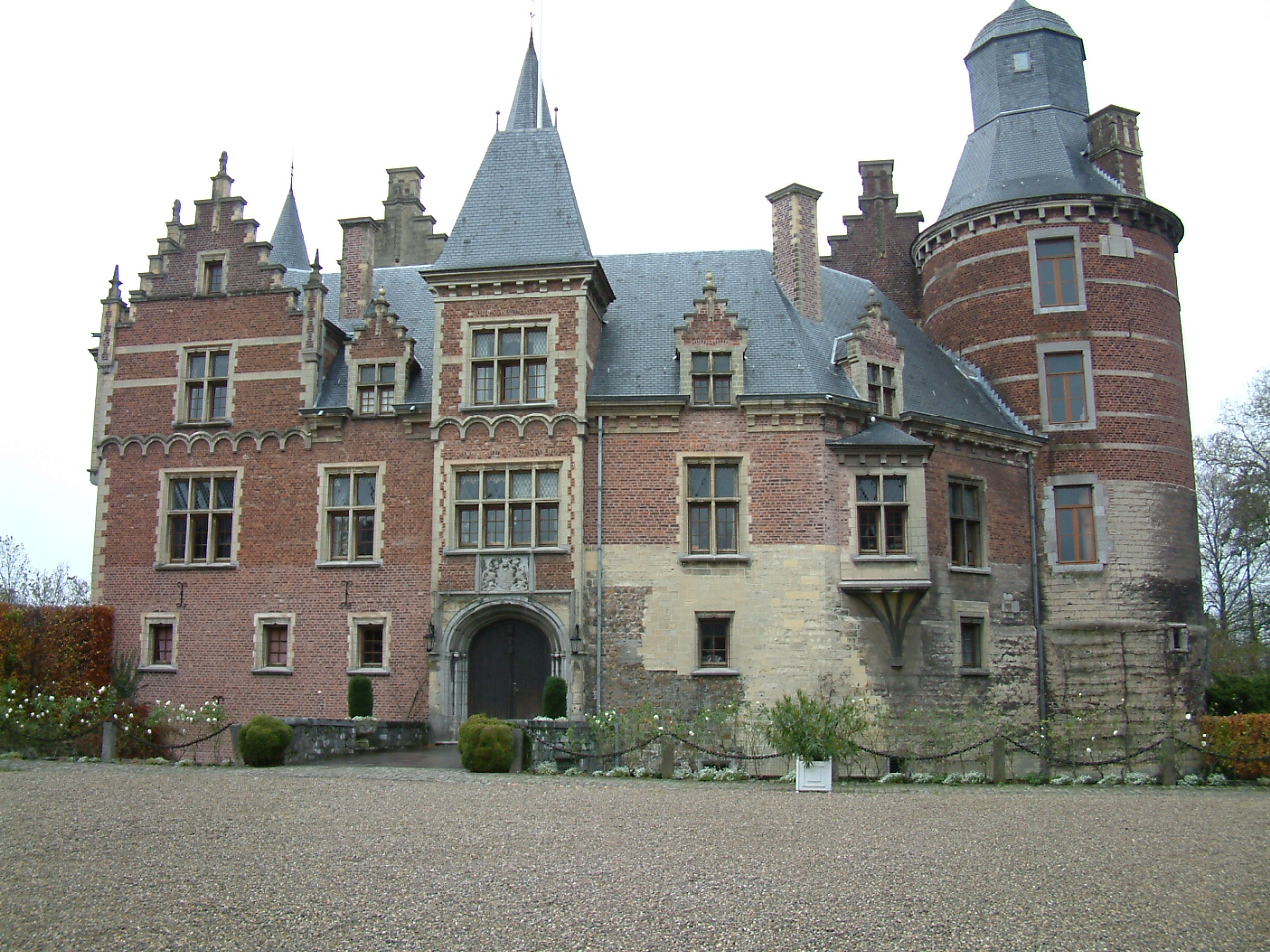
In juni 1763 start de 7-jarige Mozart met een rondreis door Europa die 3 jaar zou duren. In september van dat jaar reist hij van Aken, via Gulpen en 's-Gravenvoeren, naar Luik. Deze weg van Gulpen naar 's-Gravenvoeren loopt langs Mheer over de Voerenstraat en gaat dan over in Snauwenberg. De speelfilm De valkenvallei handelt onder meer over dit bezoek van Mozart aan Mheer.
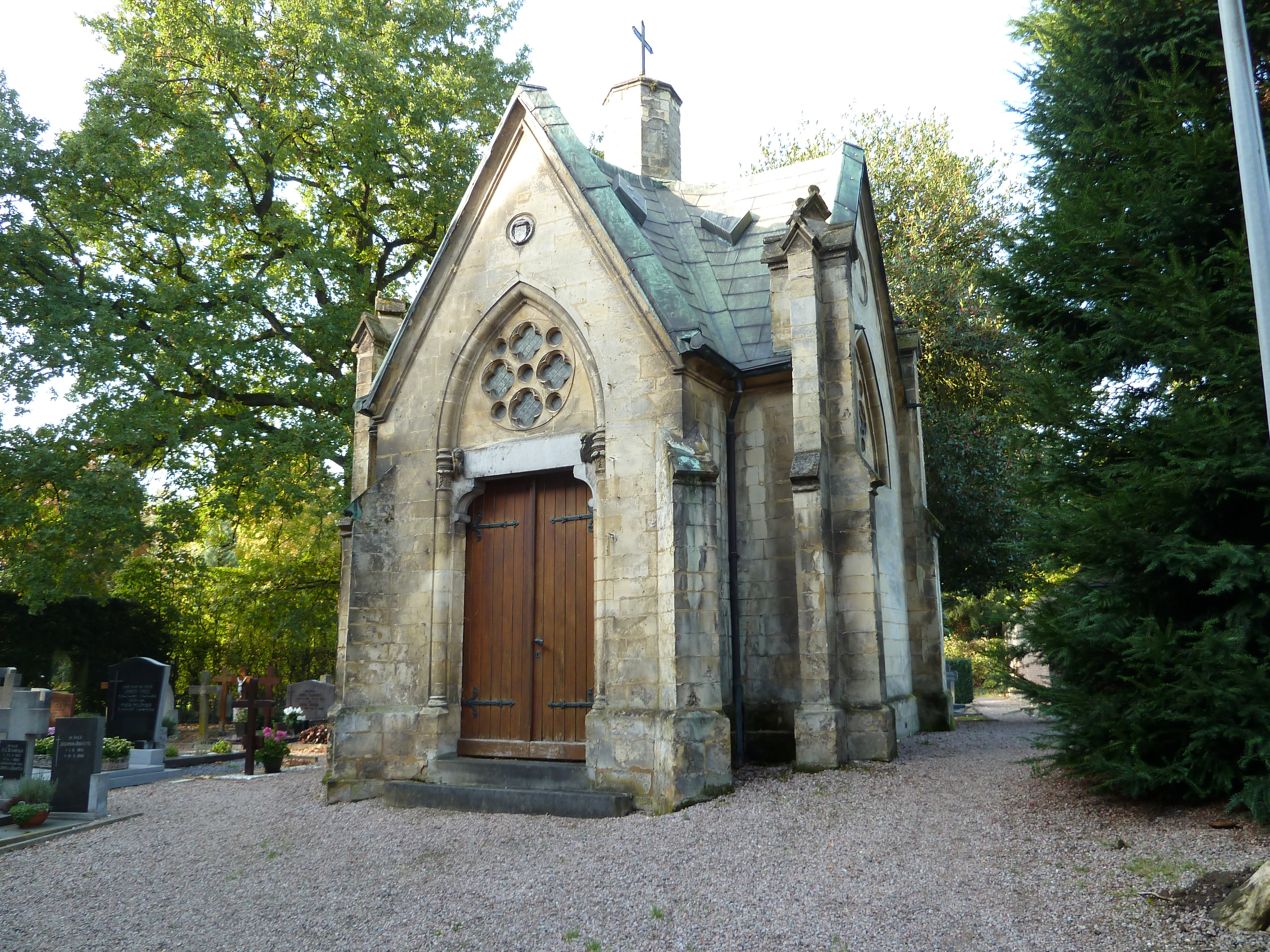
Grafkapel familie de Loë op kerkhof
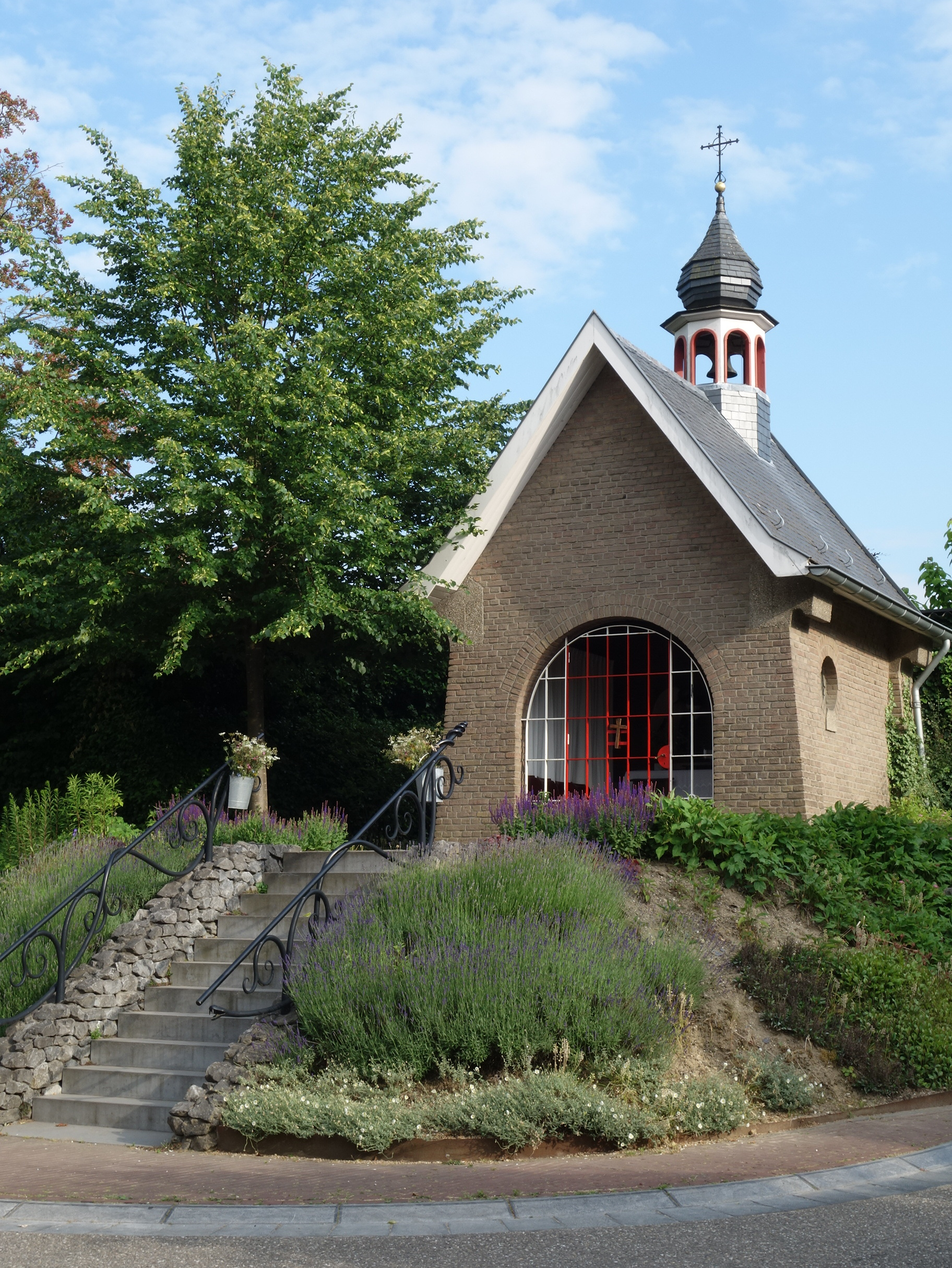
Mariakapel Dorpsstraat-Stallestraat
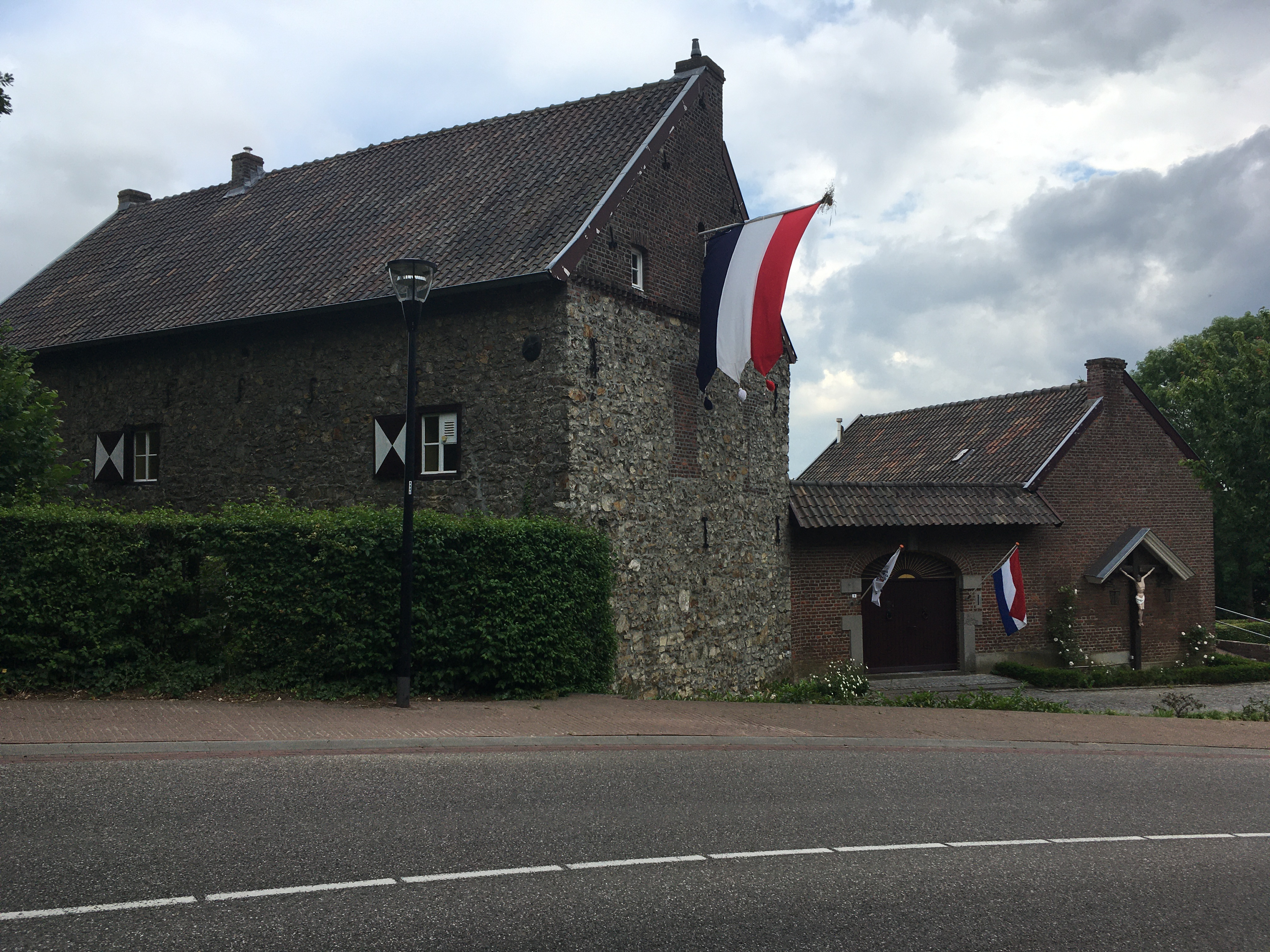
Pastorie in de Dorpsstraat
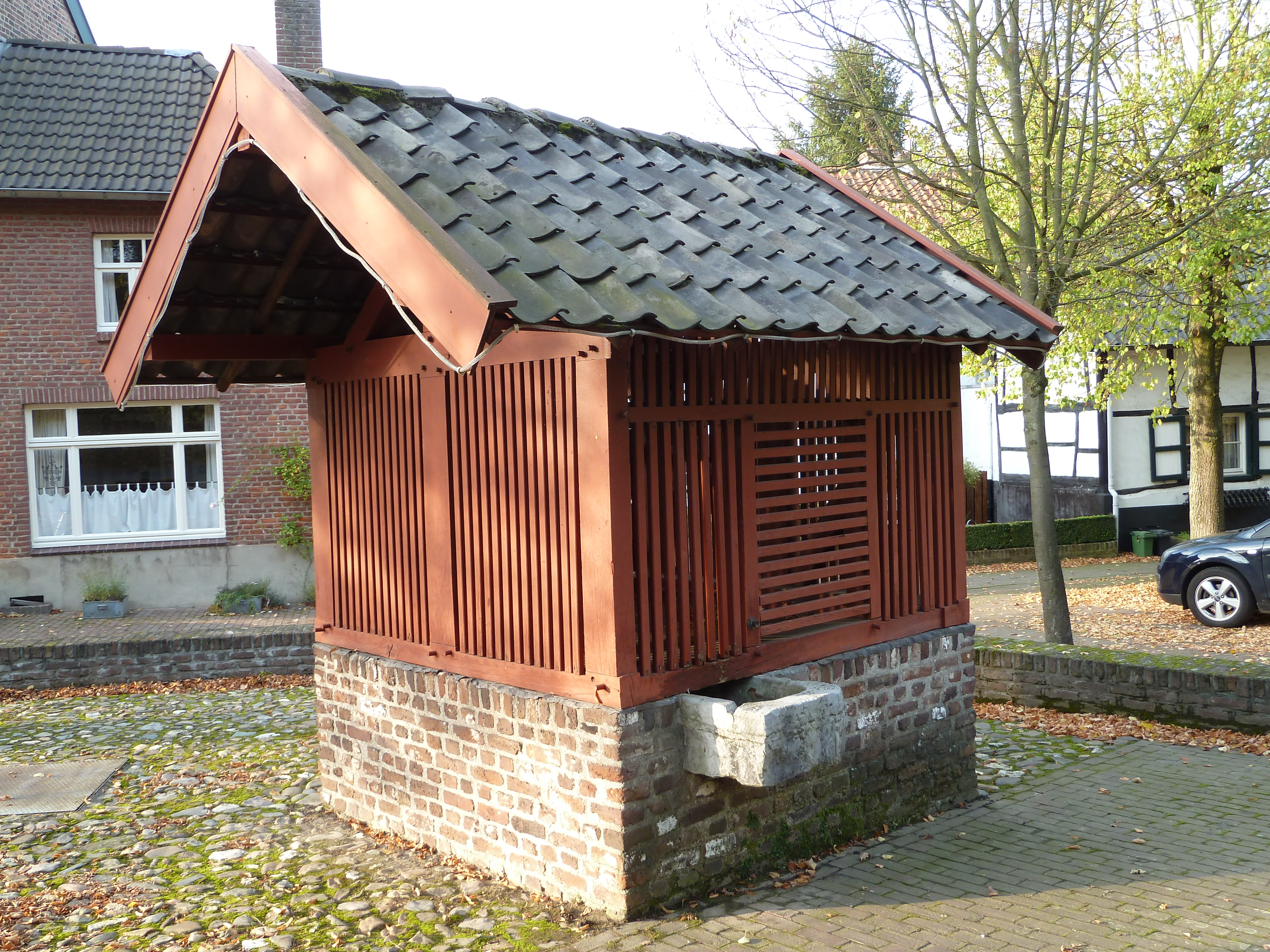
Zwingelput Duivenstraat-Rondelenstraat
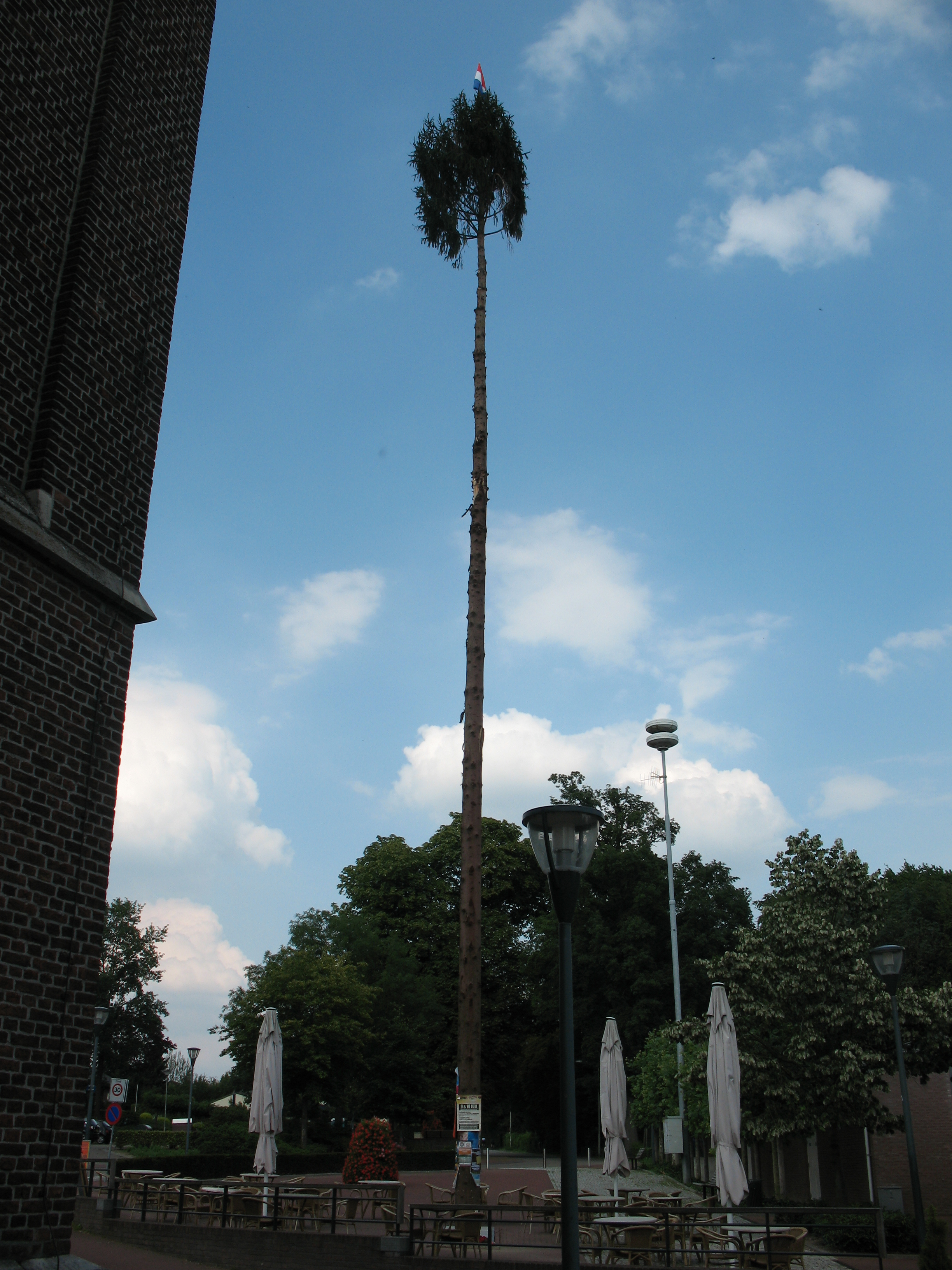
Mei-den voor de kerk
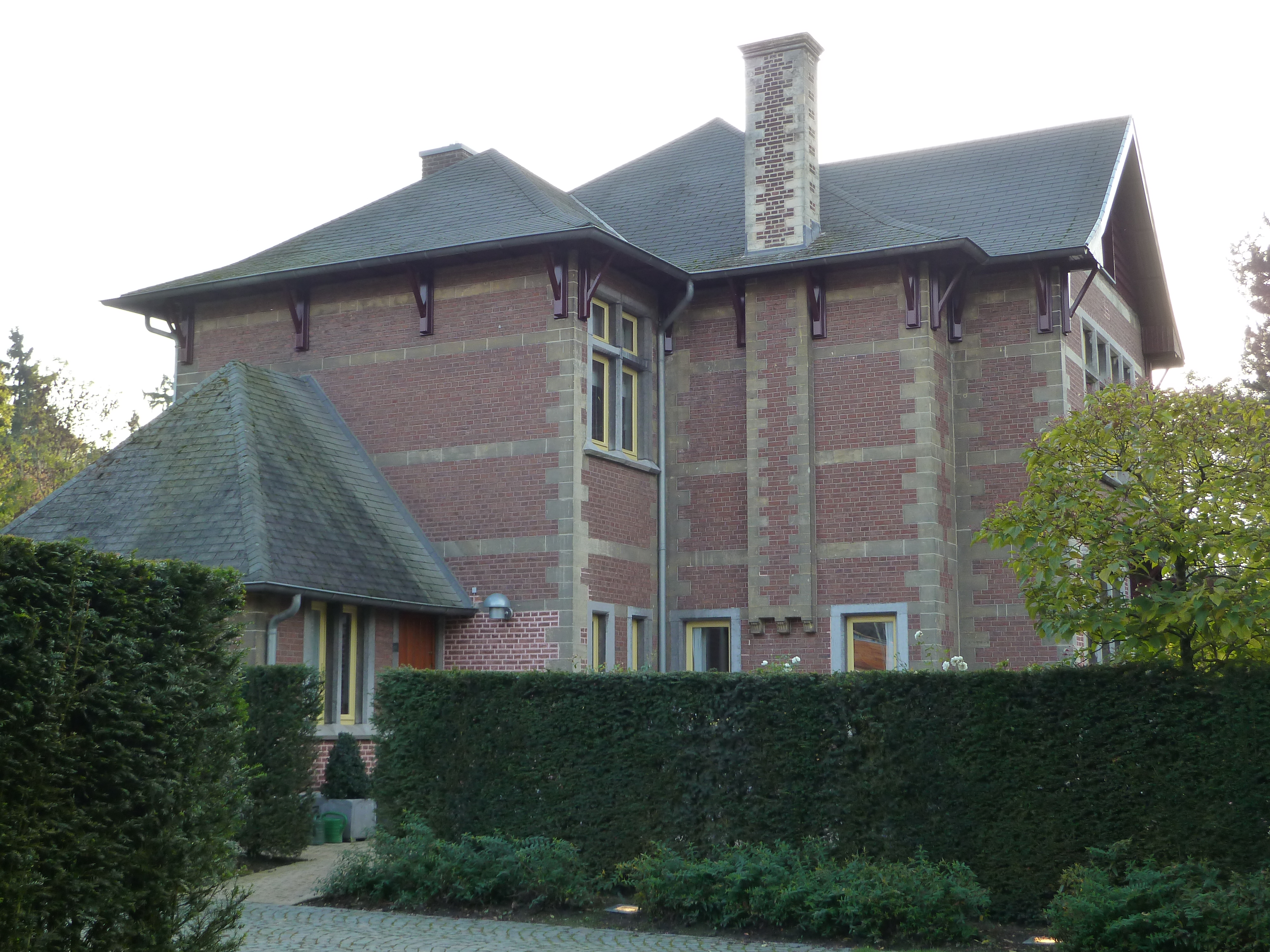
"De Villa"
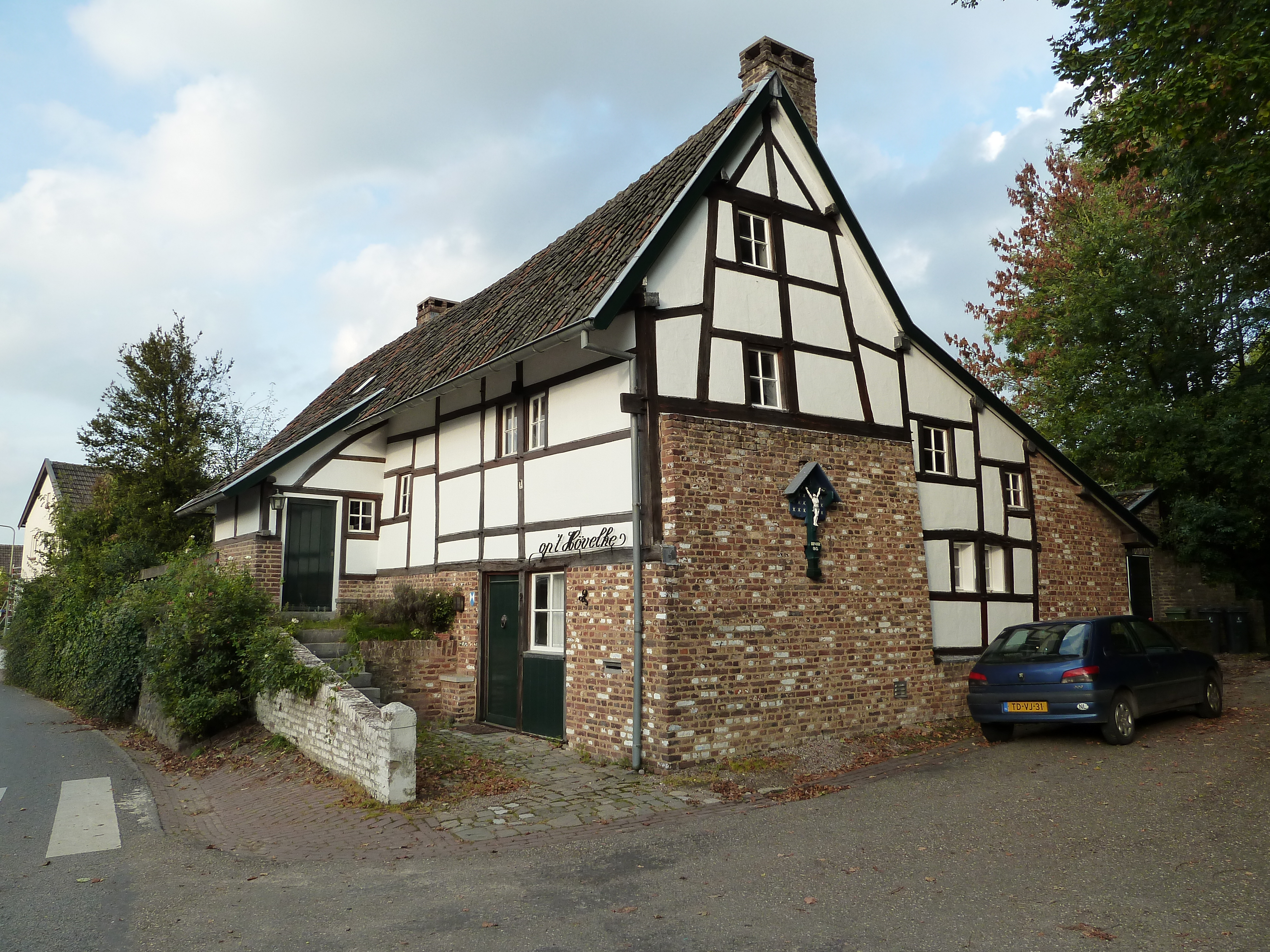
Huis "Op 't Hövelke"
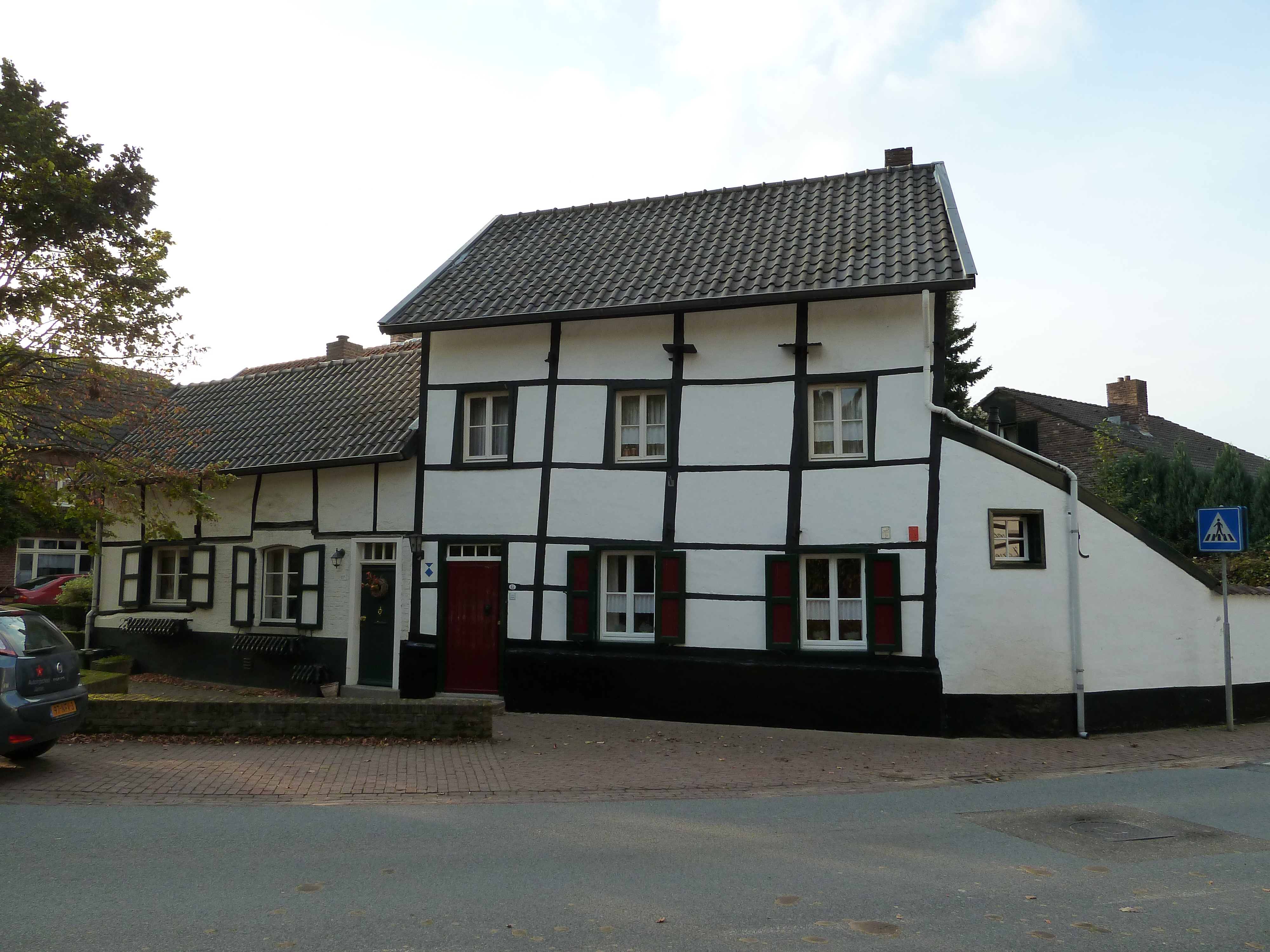
Vakwerkhuizen aan de Duivenstraat
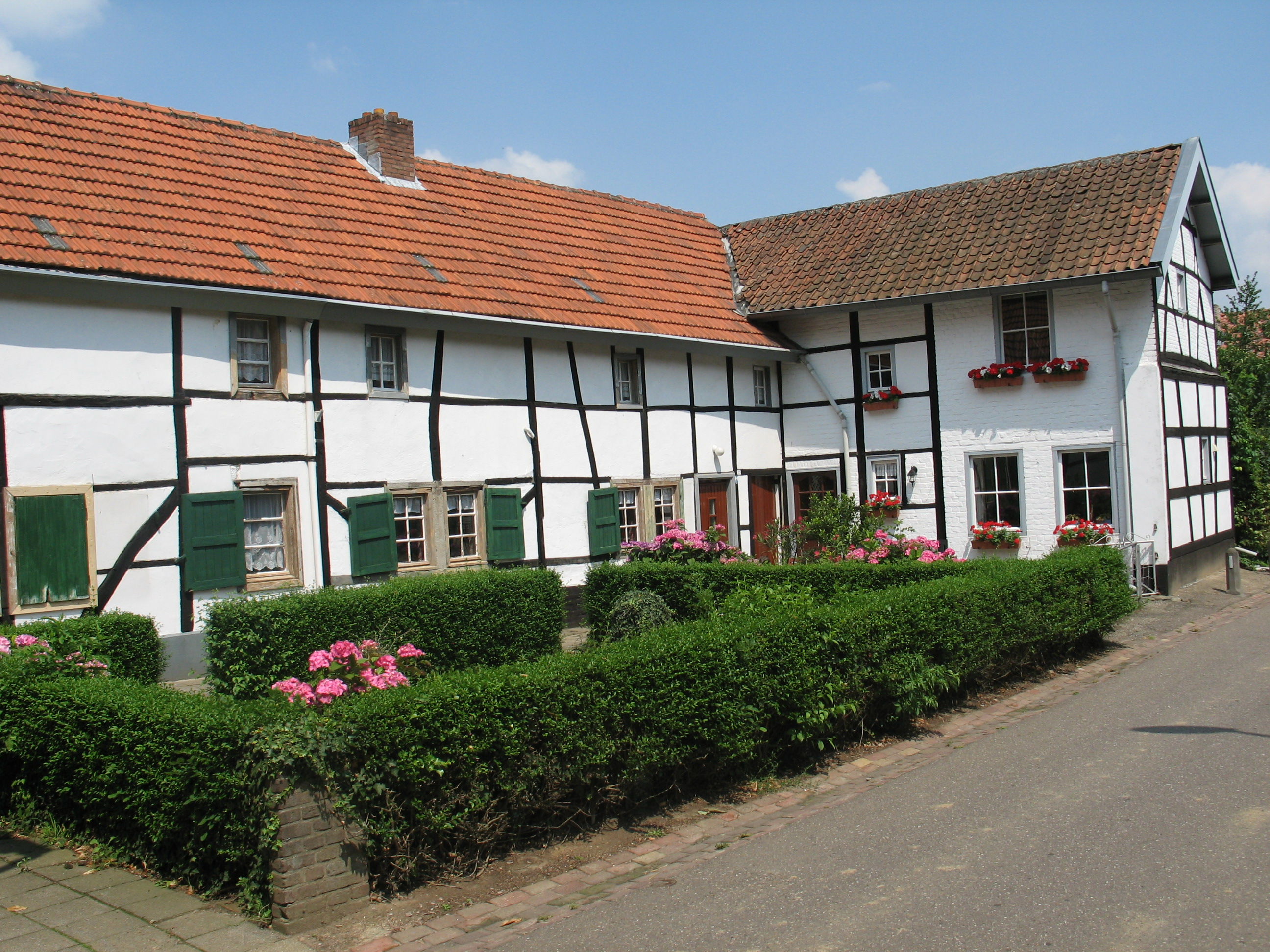
Vakwerkhoeve aan de Rondelenstraat
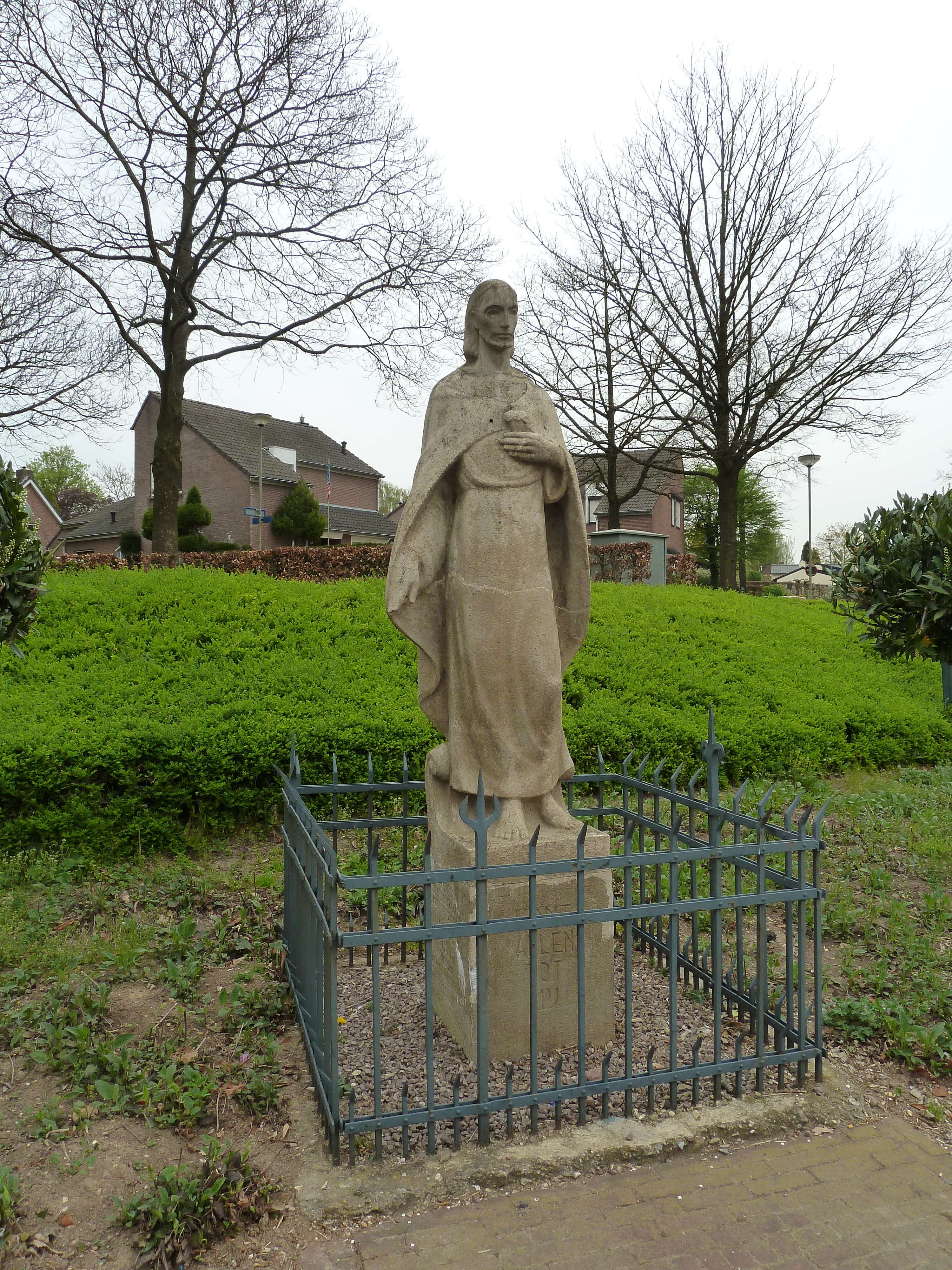
Heilig Hartbeeld door Sjef Eijmael naast de driesprong voor de kerk
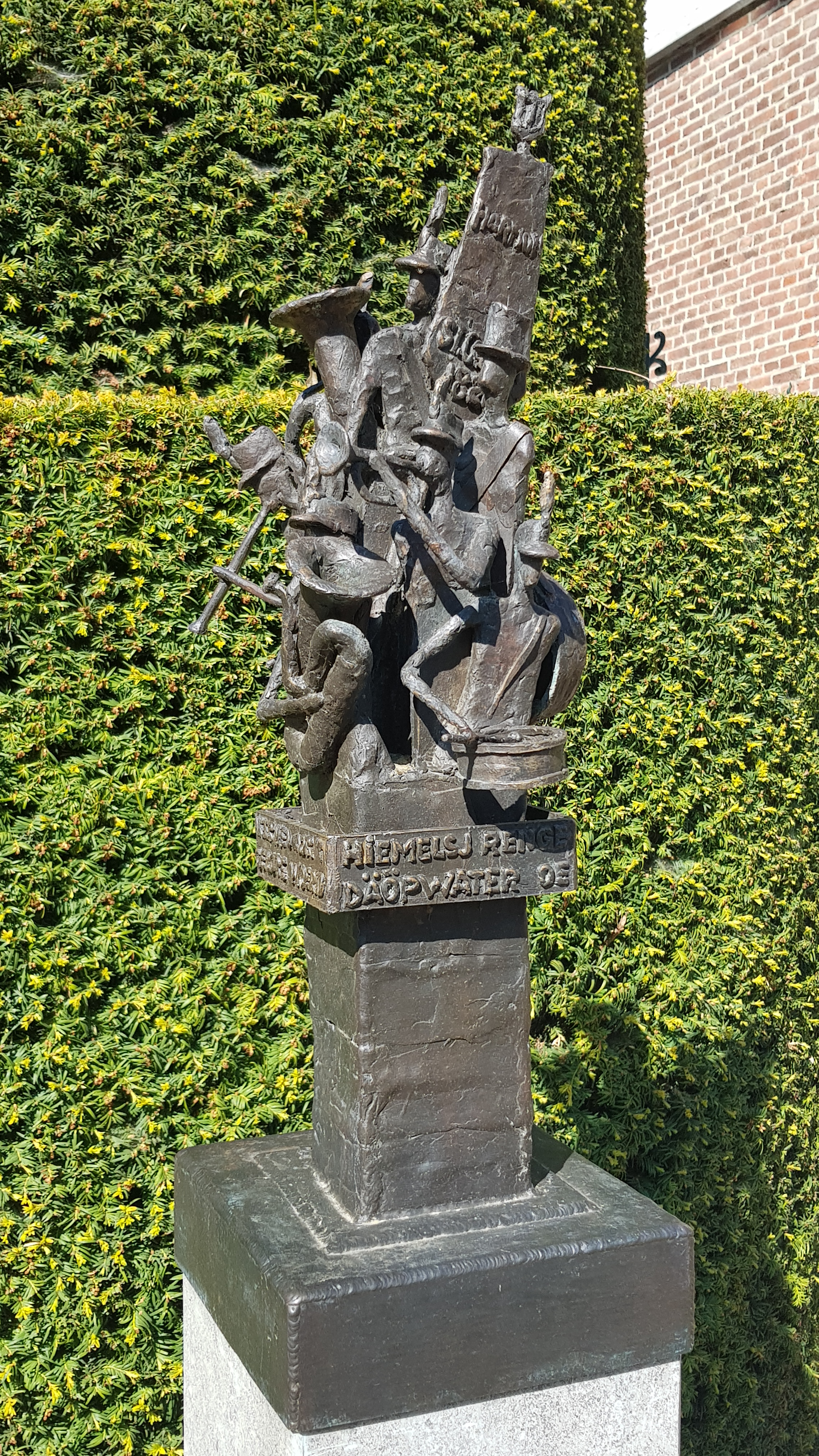
Kunstwerk van groep harmoniemuzikanten naast de kerk
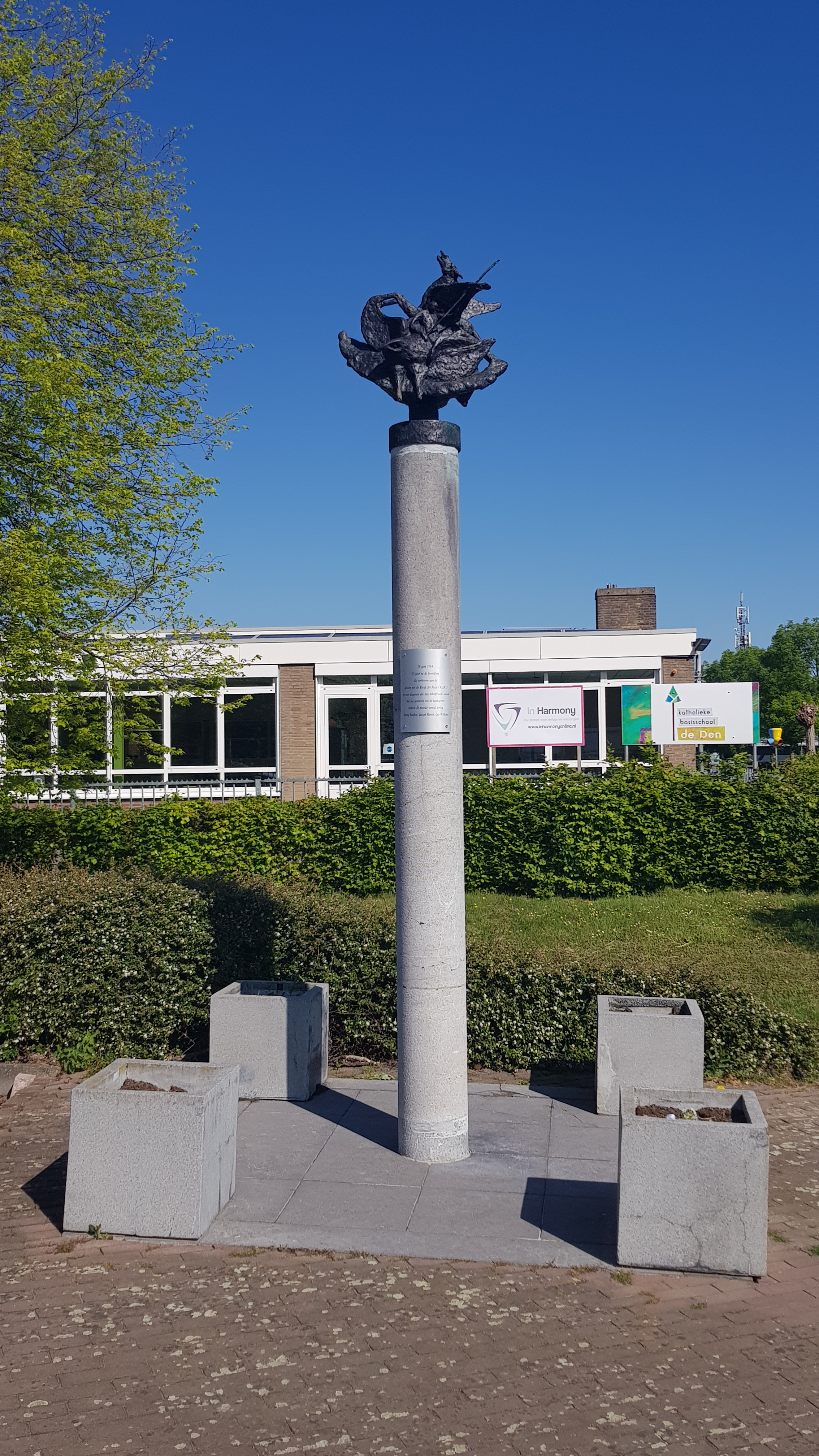
R.A.F.-monument naast basisschool De Den
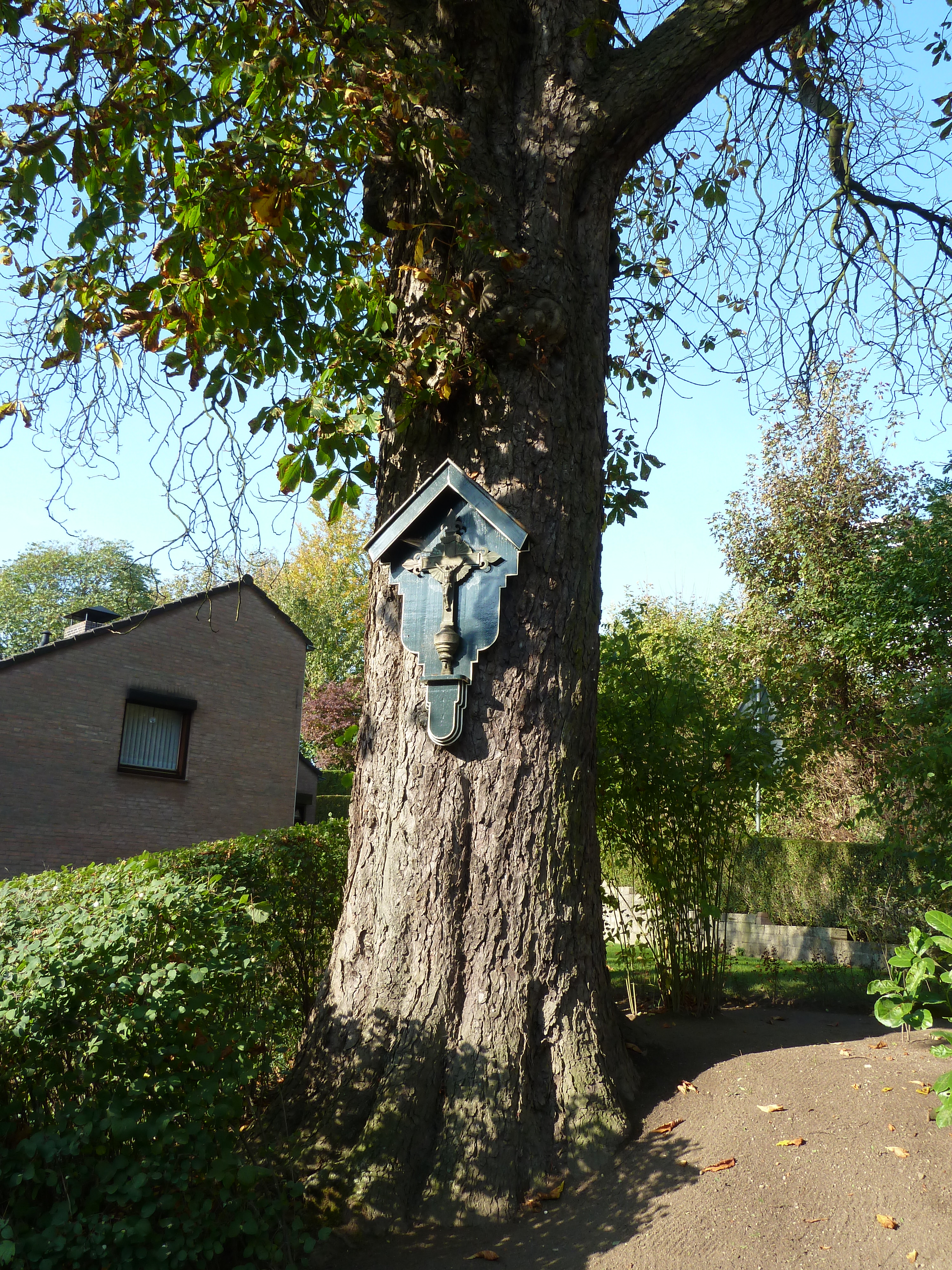
Wegkruis aan vml. kastanjeboom Smidsberg-Dorpsstraat
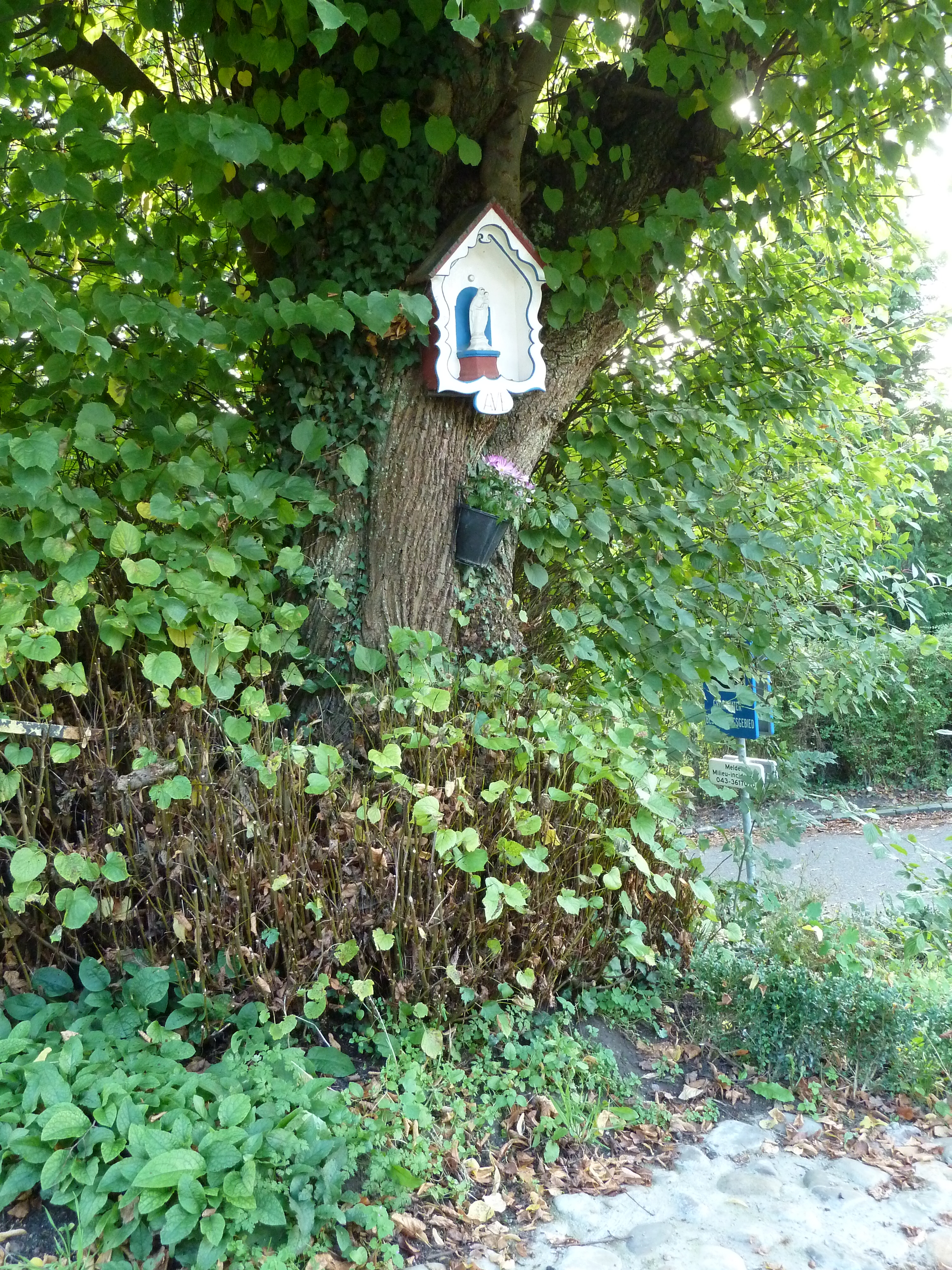
Mariabeeldje aan boom aan de Papenweg

## Nabijgelegen kernen
Sint Geertruid, Banholt, Noorbeek, 's-Gravenvoeren
Daarnaast liggen in de omgeving van Mheer de buurtschappen Libeek, Herkenrade en Wesch.